# نوستینو (استان کرجالی)
نوستینو (به بلغاری: Nevestino) یک منطقهٔ مسکونی در بلغارستان است که در شهرستان کاردژالی واقع شده‌است.